# Macroderoides
Macroderoides är ett släkte av plattmaskar. Macroderoides ingår i familjen Macroderoididae.
Kladogram enligt Catalogue of Life:
| Macroderoides | \| \| Macroderoides spinifera \| \| \| \| \| \| Macroderoides typica \| \| \| \| |
|               | \| \| Macroderoides spinifera \| \| \| \| \| \| Macroderoides typica \| \| \| \| |
|               | Alloglossidium                                                                   |
|               |                                                                                  |
|               | Alloglossoides                                                                   |
|               |                                                                                  |
|               | Alloglyptus                                                                      |
|               |                                                                                  |
|               | Glypthelmis                                                                      |
|               |                                                                                  |
|               | Haplometrana                                                                     |
|               |                                                                                  |
|               | Hirudicolotrema                                                                  |
|               |                                                                                  |
|               | Hylotrema                                                                        |
|               |                                                                                  |
|               | Paramacroderoides                                                                |
|               |                                                                                  |
|               | Pseudomagnivitellum                                                              |
|               |                                                                                  |
|               | Macroderoides spinifera                                                          |
|               |                                                                                  |
|               | Macroderoides typica                                                             |
|               |                                                                                  |

|  | Macroderoides spinifera |
|  |                         |
|  | Macroderoides typica    |
|  |                         |